# Hamsun-Zentrum

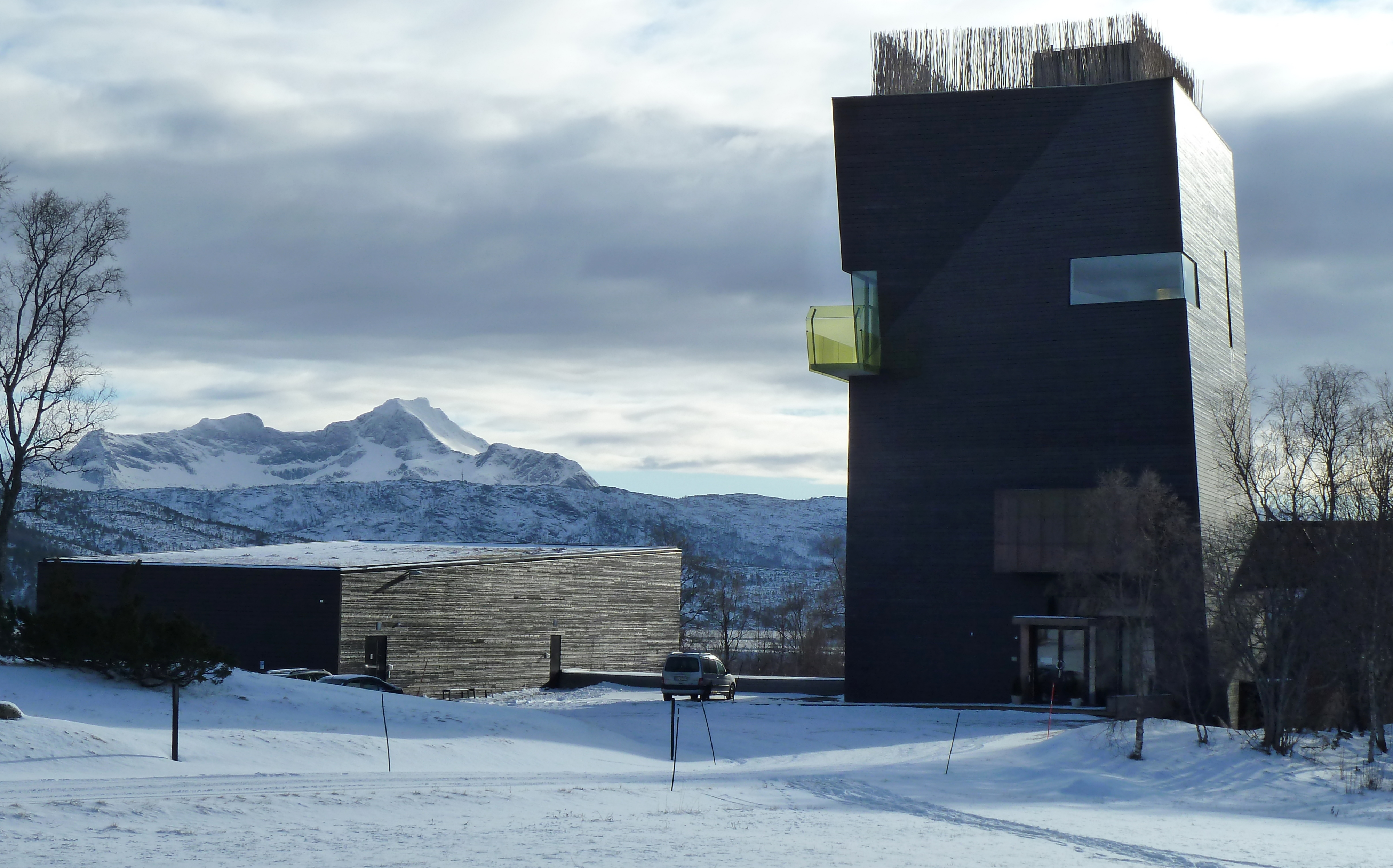
Hamsun-Zentrum (März 2013)

Das Hamsun-Zentrum (norwegisch Hamsunsenteret) ist ein Literaturhaus und Dokumentationszentrum über den Schriftsteller Knut Hamsun. Das preisgekrönte Turmgebäude wurde von dem amerikanischen Architekten Steven Holl entworfen und 2010 für das Publikum geöffnet. Es liegt an der Gezeitenbucht Glimma in Presteid in der nordnorwegischen Gemeinde Hamarøy.

## Geschichte
Während der Hamsun-Tage 1986 entstand die Idee für ein Hamsun-Zentrum. Mit der Ausführung wurde 1994 der amerikanische Architekt Steven Holl beauftragt. Er wandte sich zunächst dem Leben und Werk Hamsuns zu und erkundete Hamarøy. 1996 präsentierte er auf Aquarellskizzen ein Turmgebäude als Interpretation von Hamsuns Charakter und Literatur. Das New Yorker Museum of Modern Art erwarb sein vielfach diskutiertes Modell. 1997 erhielt der Architekt dafür den „Progressive Architecture Award“. Das Zentrum wurde finanziert von der Provinz Nordland, der Gemeinde Hamarøy, dem norwegischen Staat und zahlreichen privaten Sponsoren. Im Jahr 2009 wurde das Gebäude mit einer großen Eröffnungsfeier anlässlich des 150. Jahrestags der Geburt Hamsuns durch die Kronprinzessin Mette-Marit eröffnet. Nach Fertigstellung der Ausstellungs- und Inneneinrichtung wurde das Zentrum am 13. Juni 2010 für das Publikum geöffnet. Der Bau wurde 2010 mit dem „International Architecture Award“ ausgezeichnet, 2011 mit dem norwegischen Statens byggeskikkpris.

## Das Gebäude und seine Besonderheiten
Das Turmgebäude besteht aus sechs Geschossen und gilt als das weltweit größte Literaturhaus. Die Baukosten betrugen 20 Millionen Euro. Der Ausstellungsparcours beginnt auf dem Dachgeschoss; dorthin gelangt man über einen Aufzug im Mittelpunkt des Gebäudes. Der Rundgang führt von oben über unterschiedlich gebaute Ausstellungsebenen weiter, wobei sich durch die moderne Architektur Steven Holl zufolge „seltsame, überraschende und außergewöhnliche Erfahrungen mit Raum, Perspektive und Licht“ ergeben.

„Alle Interieurs entwickeln sich entlang einer »promenade architecturale« um den Aufzug herum als offene Treppen, die Lufträume über drei Etagen entstehen lassen. Der Lift ist mit Messing-Lochblech verkleidet, das, von innen beleuchtet, geheimnisvolle Schatten in die Ausstellungsräume wirft. Die Grenzen zwischen Wirklichkeit und Illusion werden verwischt, wie in Hamsuns Dichtung.“

In einer der Sektionen, der Abteilung „Der geachtete und geächtete Hamsun“, wird gezeigt, wie kontrovers der Nobelpreisträger und Nationalschriftsteller Hamsun in Norwegen betrachtet wird. 
Dass sich Holl ausführlich mit Hamsun und Norwegen beschäftigt hat, gelangt im Bau mehrfach zum Ausdruck. So weist die mit Holzteer geschwärzte Fassade auf die alten norwegischen Stabkirchen hin, die Bambusstäbe auf dem Dachgarten auf die mit Gras bewachsenen Bauernhausdächer. Auf die Figur des Johan Nagel aus Hamsuns Roman Mysterien, der stets seinen leeren Geigenkasten mit sich führte, deutet der mit Zedernholz verkleidete Aussichtsbalkon. Hier befindet sich eine von Jana Winderen geschaffene Klanginstallation. Die Besucher vernehmen Tonaufnahmen der Gezeitenströmung im Presteidstraumen aus allen Jahreszeiten, von Fischen, Insekten oder schmelzendem Eis. Vom „Geigenkasten“ führt ein Zugang zur Bibliothek, die nach Entwürfen von Erle Stenberg und Elin T. Sørensen Kunst und Funktionalität verbindet. Im Erdgeschoss befinden sich die Rezeption, ein Bücherladen und ein Café.